# Moto Morini 3½
Die 3½ war ein Motorrad des italienischen Herstellers Moto Morini, die in den Varianten Turismo, Sport und GT angeboten wurde.

## Hintergrund
Moto Morini hatte bis dahin bei seinen Modellen fast ausschließlich Einzylindermotoren mit untenliegenden Nockenwellen und Stoßstangen verwendet. Auf dem Mailänder Salon 1971 wurde erstmals die Tourenversion eines Zweizylinder-V-Motors der Öffentlichkeit präsentiert, dessen Serienproduktion 1973 begann.

## Technik
Um kompakt zu bauen, verwendete Konstrukteur Franco Lambertini eine quer liegende Kurbelwelle. Der V-Motor hatte einen Zylinderwinkel von 72 Grad. Um Bauhöhe zu sparen, wurde auf eine obenliegende Nockenwelle im Kopf verzichtet. Die parallel angeordnete Ventile wurden über Stoßstangen betätigt. Die Unterseite der Zylinderköpfe waren eben, die Brennräume waren nicht wie sonst üblich im Zylinderkopf, sondern im Kolbenboden untergebracht (Heron-Brennräume). Die gekrümmten Einlaßkanäle, die dem Gemisch einen gewissen Drall verliehen, sollten für eine gute Verbrennung sorgen. Zum ersten Mal im Motorradbau wurde die Nockenwelle über einen Zahnriemen angetrieben. Die Zündung war kontaktlos, das Getriebe hatte sechs Gänge und eine Zehnscheiben-Trockenkupplung. Die Fußschaltung war – anders als bei der japanischen Konkurrenz – auf der rechten Seite angebracht. Die 3½ hatte einen Kickstarter. Gefedert wurde vorne mit einer Telegabel von Marzocchi und hinten mit zwei Federbeinen von Ceriani. Der Rahmen war ein zeitgemäßer Doppelschleifenrahmen aus Stahlrohr. Die Instrumente lieferte Veglia. Anfangs standen die Motorräder auf Drahtspeichenrädern und bremsten vorne über eine Duplexbremse. Später gab es auch Gußräder und je nach Variante ab 1976 Scheibenbremsen für das Vorderrad.

## Varianten
Zu der ursprünglichen 3½ gesellten sich später auch Modelle mit 239 cm³ und 478 cm³, deren Motoren auf der Ursprungskonstruktion aufbauten. Ab 1981 gab es mit der Camel – zunächst mit 478 cm³ und später mit 507 cm³ – eine Enduro, mit dem Motorkonzept der 3½. Auch ein Prototyp mit 478 cm³ und Abgasturbolader wurde gebaut. Die hier beschrieben Varianten hatten alle den 344-cm³-Motor. Die Unterschiede fanden sich vorwiegend im Aussehen, während die Grundkonstruktion gleich blieb.

### 3½ Turismo
Das Tourenmodell, welches bereits 1971 auf der Messe in Mailand dem Publikum vorgestellt wurde, hatte eine gerade Doppelsitzbank und einem verchromten Gepäckträger, der auch als Haltegriff für den Sozius diente. Ab 1973 ging die Maschine in Serienproduktion.

### 3½ Sport
Das Modell wurde ab 1974 gebaut. Mit Stummellenker, Höckersitzbank, schwarz-roter Lackierung, Hochschulterfelgen und einer Doppelsimplexbremse am Vorderrad unterschied sich die Maschine äußerlich von den Schwestermodellen. Eine geänderte Nockenwelle brachte etwas mehr an Leistung und zwar 28 kW (39 PS) bei 8.500 min−1. Für den deutschen Markt genügte das Motorrad in dieser Auslegung nicht den Lärmbegrenzungen für eine Zulassung. Daher wurde sie offiziell nur mit einem Dämpfereinsatz im Auspuff verkauft, der die Leistung auf 20 kW (28 PS) reduzierte.

### 3½ Strada/GT
Die nackte Version ähnelte sehr der Turismo, hatte jedoch nicht deren Gepäckträger. Sie wurde zunächst mit dem Namenszusatz Strada ab 1973 und ab 1980 unter dem Zusatz GT angeboten. Außerdem unterschied sich ihre Linie durch eine leicht geschwungene Stufensitzbank mit Halteriemen.

## Rezeption
Die 3½ wurde in der Motorradwelt als Alternative zu den meist deutlich hubraumstärkeren japanischen Mitbewerbern wahrgenommen. Gelobt wurde der sparsame Motor, der selten mehr als 5 Liter auf 100 km verbrauchte, und ordentliche Fahrleistungen auf die Straße brachte. Auch das gute Fahrwerk, mit Ausnahme der zu weichen Telegabel, fand viel Beachtung. Der Name 3½ spielt auf die drei „vollen“ hundert und „einen halben hunderter“ Kubikzentimeter Hubraum (rund 350 cm³) an. Nicht von ungefähr erinnert Morini in der neueren Firmengeschichte bei den Modellnamen – wie etwa der 9 ½ mit 1187 cm³ die von 2006 bis 2010 gebaut wurde – an die 3½-Baureihe.